# نقش‌های جنسیتی (ژورنال علمی)
نقش‌های جنسیتی (انگلیسی: Sex Roles) یک ژورنال علمی است که مقالات آن تحت داوری همتا قرار می‌گیرد و از سال ۱۹۷۵ منتشر می‌شود. مقالاتی که در این ژورنال منتشر می‌شوند از منظر فمینیستی نوشته شده‌اند و موضوعات اجتماعی‌سازی نقش جنسیتی، ادراکات و رفتارهای جنسیتی، کلیشه‌های جنسیتی، تصویر بدنی، خشونت علیه زنان، مسائل جنسیتی در محیط‌های کاری و شغلی، گرایش جنسی، هویت جنسی و مسائل روش‌شناختی در پژوهش‌های جنسیتی را در بر می‌گیرد. سردبیر این ژورنال علمی» جنیس دی. یودر» است.

## نمایه‌سازی و انتشار خلاصه
نمایه‌سازی و انتشار خلاصهٔ این ژورنال علمی در نشریات و وبگاه‌های زیر انجام می‌شود:
- انتشارات سیج
- سی‌انگیج
- خدمات اطلاعاتی ابسکو
- پروکوئست
- اینفوترک
- گزارش استنادی مجلات
- مرکز کتابخانه رایانه‌ای پیوسته
- پاسکال (پایگاه داده)
- اسکوپوس
- نمایه استنادی علوم اجتماعی
- خدمات اطلاعاتی ابسکو

بر اساس گزارش‌های استنادی مجلات، این مجله دارای ضریب تأثیر ۴٫۱۵۴ در سال ۲۰۲۰ است که آن را در رتبه اول از میان ۴۱ مجله در رده «مطالعات زنان» و یازدهمین مجله از ۶۲ مجله در رده «روان‌شناسی اجتماعی» قرار داده‌است.